# Довгун Тарас Сергійович
Тарас Сергійович Довгун (позивний «Шершень»; 13 квітня 2003, с. Лапаївка, Львівська область — 26 січня 2023, оборона Бахмута, Донецька область) — український військовослужбовець, солдат 125-ї бригади територівльної оборони ЗСУ, учасник російсько-української війни. Герой України (2023).

## Життєпис
Родом із Львівщини.
2020 року закінчив Лапаївський ліцей імені Героя України Георгія Кірпи.
На фронті з початку повномасштабного російського вторгнення. Воював у складі 4-го батальйону 125-ї окремої бригади територіальної оборони.
Загинув 26 січня 2023 року, підірвашись на міні під час боїв за Бахмут. Похований у селі Майдан Жовківської ОТГ, звідки походить його родина.

## Нагороди
- звання Герой України з удостоєнням ордена «Золота Зірка» (8 липня 2023, посмертно) — за особисту мужність і героїзм, виявлені у захисті державного суверенітету та територіальної цілісності України, самовіддане служіння Українському народові[2].